# 漂亮裴占介
漂亮裴占介（学名：Paijenborchella scitula）为浪花介科裴占介屬下的一个种。